# Psaume 14 (13)

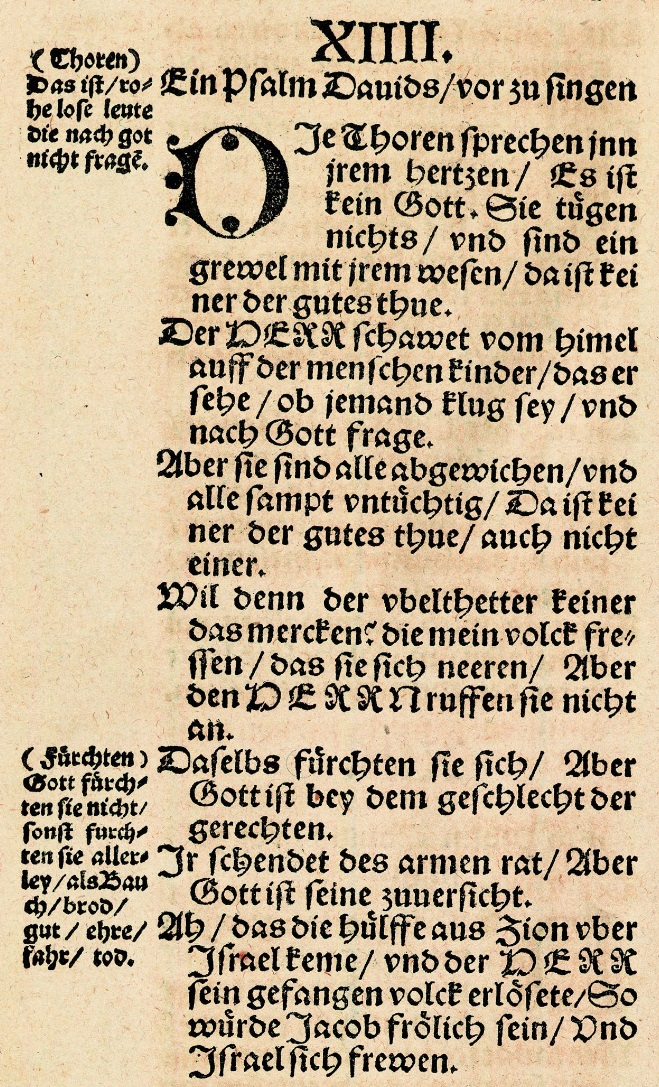
Le psaume 14 en allemand dans la bible de Luther.

Le psaume 14 (13 selon la numérotation grecque) est attribué à David. Il est très proche du psaume 53.

## Texte
| verset | original hébreu                                                        | traduction française de Louis Segond | Vulgate latine |
| ------ | ---------------------------------------------------------------------- | --- | --- |
| 1      | לַמְנַצֵּחַ, לְדָוִד:אָמַר נָבָל בְּלִבּוֹ, אֵין אֱלֹהִים;הִשְׁחִיתוּ, הִתְעִיבוּ עֲלִילָה-- אֵין עֹשֵׂה-טוֹב | [Au chef des chantres. De David.] L’insensé dit en son cœur : Il n’y a point de Dieu ! Ils se sont corrompus, ils ont commis des actions abominables ; il n’en est aucun qui fasse le bien. | [In finem Psalmus David.] Dixit insipiens in corde suo non est Deus corrupti sunt et abominabiles facti sunt in studiis suis ; non est qui faciat bonum non est usque ad unum ; |
| 2      | יְהוָה-- מִשָּׁמַיִם, הִשְׁקִיף עַל-בְּנֵי-אָדָם:לִרְאוֹת, הֲיֵשׁ מַשְׂכִּיל-- דֹּרֵשׁ, אֶת-אֱלֹהִים        | L’Éternel, du haut des cieux, regarde les fils de l’homme, pour voir s’il y a quelqu’un qui soit intelligent, qui cherche Dieu.                                                             | Dominus de caelo prospexit super filios hominum ut videat si est intellegens aut ; requirens Deum                                                                               |
| 3      | הַכֹּל סָר, יַחְדָּו נֶאֱלָחוּ: אֵין עֹשֵׂה-טוֹב--אֵין, גַּם-אֶחָד                           | Tous sont égarés, tous sont pervertis ; il n’en est aucun qui fasse le bien, pas même un seul.                                                                                              | Omnes declinaverunt simul inutiles facti sunt non est qui faciat bonum non est usque ad unum                                                                                    |
| 4      | הֲלֹא יָדְעוּ, כָּל-פֹּעֲלֵי-אָוֶן: אֹכְלֵי עַמִּי, אָכְלוּ לֶחֶם; יְהוָה, לֹא קָרָאוּ               | Tous ceux qui commettent l’iniquité ont-ils perdu le sens ? Ils dévorent mon peuple, ils le prennent pour nourriture ; ils n’invoquent point l’Éternel.                                     | Nonne cognoscent omnes qui operantur iniquitatem qui devorant plebem meam sicut escam panis                                                                                     |
| 5      | שָׁם, פָּחֲדוּ פָחַד: כִּי-אֱלֹהִים, בְּדוֹר צַדִּיק                                      | C’est alors qu’ils trembleront d’épouvante, quand Dieu paraîtra au milieu de la race juste.                                                                                                 | Dominum non invocaverunt illic trepidaverunt timore ubi non erat timor ; |
| 6      | עֲצַת-עָנִי תָבִישׁוּ: כִּי יְהוָה מַחְסֵהוּ                                           | Jetez l’opprobre sur l’espérance du malheureux... L’Éternel est son refuge. | Quoniam Deus in generatione iusta consilium inopis confudistis quoniam Dominus spes eius est                                                                                    |
| 7      | מִי יִתֵּן מִצִּיּוֹן, יְשׁוּעַת יִשְׂרָאֵל:בְּשׁוּב יְהוָה, שְׁבוּת עַמּוֹ; יָגֵל יַעֲקֹב, יִשְׂמַח יִשְׂרָאֵל    | Oh ! qui fera partir de Sion la délivrance d’Israël ? Quand l’Éternel ramènera les captifs de son peuple, Jacob sera dans l’allégresse, Israël se réjouira.                                 | Quis dabit ex Sion salutare Israhel cum averterit Dominus captivitatem plebis suae exultabit Iacob et laetabitur Israhel                                                        |

## Usages liturgiques

### Chez les catholiques
D'après la règle de saint Benoît fixée vers 530, ce psaume était réservé à l'office de prime du jeudi, entre les psaume 13 (12) et psaume 15 (14). Même de nos jours, un certain nombre de monastères conservent cette tradition, accompagnée du chant grégorien.
Dans la liturgie des Heures actuelle, le psaume 14 est récité aux vêpres du lundi de la première semaine.